# Kto zabił?
Kto zabił? (org. Quai des Orfèvres) – film kryminalny z 1947 roku wyreżyserowany przez Henriego-Georges’a Clouzota. Film oparty jest na powieści Stanislasa-Andrégo Steemana pt. Légitime défense. Bohaterem filmu jest inspektor Antoine, próbujący rozwikłać zagadkę śmierci producenta filmowego; akcja obrazu dzieje się w środowisku kabaretowym.
W 1947 roku film otrzymał nagrodę na Międzynarodowym Festiwalu Filmowym w Wenecji.